# Acartauchenius derisor
Acartauchenius derisor é uma espécie de aranhas da família Linyphiidae encontradas na França. Foi descrita pela primeira vez em 1918.